# ハインリヒ3世 (バイエルン公)
ハインリヒ3世（Heinrich III., 940年 - 989年10月5日）は、ケルンテン公（1世）（在位：976年 - 978年）、バイエルン公（3世）（在位：983年 - 985年）、ケルンテン公（再位）（在位：985年 - 989年）。ルイトポルト家のバイエルン公ベルトルトの子。若公、若年公といわれる。

## 生涯
父バイエルン公ベルトルトが947年に死去した際、バイエルン公位は、父の兄アルヌルフ悪公の女婿で東フランク王ハインリヒ1世の次男ハインリヒ1世に与えられた。しかし、ハインリヒ1世の子でバイエルン公位を継承したハインリヒ2世が976年に神聖ローマ皇帝オットー2世に対し反乱を起こした際に、バイエルンはハインリヒ2世より取り上げられて分割され、そのうちのケルンテン（およびヴェローナとアクイレイア）は公領として独立させハインリヒ3世に与えられた。しかし、同年、ハインリヒ3世は前バイエルン公ハインリヒ2世の反乱に与し（「三ハインリヒの反乱」）、978年に裁判にかけられ、ケルンテン公位を剥奪された。
982年にハインリヒ2世のあとにバイエルン公となっていたシュヴァーベン公オットー1世が後継者なく死去し、皇帝オットー2世はバイエルン公位をハインリヒ3世に与え、947年の父ベルトルトの死から36年ぶりにバイエルン公位がルイトポルト家に戻った。
しかし、983年のオットー2世の死後、ハインリヒ2世が新皇帝オットー3世の後見候補として名乗りをあげる中で諸侯と対立し、結果として母后テオファヌの摂政位就任を認めることとなり、その見返りとして985年、ハインリヒ2世に再びバイエルン公位が与えられることになった。それに伴い、それまでバイエルン公位にあったハインリヒ3世は、代わりに再びケルンテン公位を与えられた。
989年、ハインリヒ3世は後継者なく死去し、ケルンテン公位はバイエルン公ハインリヒ2世に与えられた。